# Molete
Molete – wieś w Botswanie w dystrykcie Southern. Według spisu ludności z 2011 roku wieś liczyła 331 mieszkańców.